# Trojan Hłasko (zm. 1748)
Trojan Hłasko herbu własnego (zm. 1748) – sędzia ziemski połocki w latach 1726–1748, horodniczy połocki w latach 1710–1726, łowczy połocki w latach 1708–1710.
Poseł województwa połockiego na sejm nadzwyczajny 1733 roku i sejm 1744 roku.